# Kagayaku sora no shijima ni wa
Kagayaku sora no shijima ni wa è un brano musicale del gruppo musicale giapponese Kalafina, pubblicato come loro ottavo singolo il 15 settembre 2010. Il brano è incluso nell'album After Eden, terzo lavoro del gruppo. Il singolo ha raggiunto la quattordicesima posizione della classifica Oricon dei singoli più venduti in Giappone, vendendo 11 769 copie. Il brano è stato utilizzato come sigla di chiusura per due episodi della serie televisiva anime Kuroshitsuji II.

## Tracce
CD Singolo SECL-903
1. Kagayaku sora no shijima ni wa (輝く空の静寂には, trad. "Nel silenzio del cielo che splende") - 4:12
2. adore - 5:13
3. Kagayaku sora no shijima ni wa ~instrumental~ (輝く空の静寂には) - 4:12

## Classifiche
| Classifica (2010) | Posizione più alta |
| ----------------- | ------------------ |
| Giappone (Oricon) | 14                 |